# Битка код Саламине (480. п. н. е.)
Битка код Саламине, највероватније вођена 28. септембра 480. п. н. е., је поморска битка између удружене флоте грчких полиса и персијске флоте, највећа и најславнија поморска битка старог доба. Битка је вођена близу Атине, у уском пролазу између острва Саламине и Пиреја, у Грчкој. Персијанци су имали далеко више бродова, међутим, захваљујући већој покретљивости својих бродова Грци су однели одлучујућу победу над моћнијом персијском флотом.
Ова битка означила је прекретницу Грчко-персијског рата, јер након ње персијски цар Ксеркс I повлачи већину своје армије назад у Персију.

## Позадина
Након Термопилске битке и неодлучене поморске битке код Артемизија, вођених истовремено 11. августа 480. п. н. е., Атињани беже на острво Саламину, Персијанци заузимају и пале Атину, а грчка флота стиже до Саламине.
Спартанци су желели да се врате на Пелопонез и да затворе зидом Коринтски пролаз, који у дужини од 6 km дели полуострво Пелопонез од остатка Грчке, да би спречили копнени продор Персијанаца до њега.
Међутим, заповедник Атињана Темистокле успео их је уверити да зид ништа неће значити све док је морнарица у стању да превози и снабдева персијску армију.
Иначе, расправа Темистокла и Спартанаца вођена је око пророчанства из делфског пророчишта које је неодређено казивало да ће Саламина „донети смрт жениним синовима“ и да ће Грци бити спашени „дрвеним зидом“.
Темистокле је интерпретирао дрвени зид као флоту бродова и тврдио је да ће то донети Персијанцима смрт.
Неки Атињани су то предвиђање схватили дословце, па су се забарикадирали дрвеним зидом на улазу у Акропољ. Персијанци су олако разбили тај зид, њих побили, а Акропољ запалили.

## Припреме
Према Херодоту, удружена грчка флота имала је између 366 и 378 бродова. Номинални командант је био Спартанац Еурибијад, а стварни Темистокле. Спартанци су имали мало бродова, али с обзиром да су себе сматрали природним вођама било које заједничке грчке војске захтевали су да њиховом генералу припадне команда над флотом. Од укупног броја бродова, 180 је било из Атине, 40 из Коринта, 30 из Егине, по 20 из Халкиде и Мегаре, 16 из Спарте итд.
Много већа, персијска флота, имала је, према различитим историјским изворима, између 600 и 850 бродова. У почетку инвазије она је бројала преко 1200 бродова, али су многи бродови изгубљени у олујама Егејског мора и код Артемизија. Међутим, многи антички историчари у својим списима ипак тврде да су Перисјанци успели да попуне своју флоту до броја од око 1000 до 1200 бродова. Персијанци су одлучили да униште грчку флоту крај Саламине, па се и сам персијски цар Ксеркс I припремио да испрати тај призор са обале.
Еурибијад и Спартанци су наставили свађу са Темистоклеом о нужности битке код Саламине. Они су желели да се боре ближе Коринту, да би у случају пораза могли да се повуку на главно копно или да се потпуно повуку и чекају да их Персијанци нападну копненим путем.
Темистокле је тврдио Еурибијаду да никакви зидови неће помоћи ако персијска флота опстане.
Бојећи се да ће бити надгласан од стране Спартанаца, Темистокле се одлучује на трик. Шаље уходу персијском цару, да би он поверовао да се Грци нису сложили око места прихватања битке и да ће се повлачити током ноћи. Ксеркс I блокира западни пролаз, тако да се грчки бродови не могу извући. Тиме су Спартанци били ометени да промене Темистоклов план.
Током ноћи персијски бродови су претраживали залив не би ли спречили грчко повлачење, до кога није ни дошло.

## Битка
Следећег јутра (највероватније 28. септембра), Персијанци, изморени потрагом за грчким бродовима за које су очекивали да ће покушати да се пробију кроз блокаду на запад, запловили су у теснац у одлучујући напад. Коринтски бродови се нису повукли и тиме увлаче персијске бродове још дубље у теснац. Дуго се ниједан грчки брод није усудио да нападне, а онда је једна тријера својим ојачаним кљуном ударила у водећи персијски брод.
Као и код Артемизија, бродови бројније персијске флоте нису могли маневрисати на уском простору што је олакшавало атинским бродовима да их уништавају својим моћним кљуновима. Персијанци су покушавали да окрену своје бродове, али јаки ветар их је у томе спречавао. Они који се нису могли окренути, остајали су блокирани осталим персијским бродовима и заглављивали су пролаз. Грчки и персијски бродови су разбијали једни друге при чему се местимично све претварало у битку попут оне каква би била вођена на копну. Стреле и копља летјели су са брода на брод.
Главни персијски адмирал Аријамен је својим бродом ударио у Темистоклеов брод, али у бици прса у прса један Грк убија Аријамена.
У уски залив могло је ући само стотинак персијских бродова. Грци би их уништили и онда је могао упловити нови талас бродова који би такође био уништен.
Најмање 200 персијских бродова је потопљено.
Атински командант Аристид преотима од Персијанаца острвце Пситалеју на коме су побијени сви Персијски бесмртници, који су се на њему затекли.
Према Херодоту, Персијанци су имали јако велике губитке јер, за разлику од Грка, многи нису знали да пливају, а и они који су допливали до обале побијени су.
Ксеркс је уништавање своје флоте све време гледао са обале са златног трона.

## Последице
Победа Грка означава прекретницу Грчко-персијског рата, јер после ње персијски цар Ксеркс I повлачи већину армије у Персију бојећи се да ће Грци уништити и бродове који су служили као мост преко Хелеспонта (Дарданела), који је спајао Азију и Европу.
Ксеркс I се вратио у Персију оставивши у Грчкој окупационе трупе под командом Мардонија. Мардоније је поново окупирао Атину, а савез грчких полиса ратовао је против њега у биткама на Платеји и Микалама 479. п. н. е.
Есхил, који је и сам учествовао у ратовима, написао је о рату комад „Персијанци“.
Битка код Саламине означава спас за Грчку од персијске опасности, али та битка има и шири значај, победу европске силе над азијском и појаву Западне цивилизације као главне силе света.

## Могућа замена
Поред ове постоје још две битке код Саламине, па се дешава честа грешка.
- Битка код Саламине на Кипру 450. п. н. е. измећу Делског савеза и Персије
- Битка код Саламине на Кипру 306. п. н. е. измећу Деметрија Полиоркета и Птолемеја